# المقداحة (يريم)

تعديل مصدري - تعديل

المقداحة هي إحدى قرى عزلة رعين بمديرية يريم التابعة لمحافظة إب، بلغ تعداد سكانها ١٢٠٠ نسمة حسب تعداد اليمن لعام 2004.